# Thelypteris confluens
Thelypteris confluens är en kärrbräkenväxtart som först beskrevs av Thunb., och fick sitt nu gällande namn av Morton. Thelypteris confluens ingår i släktet Thelypteris och familjen Thelypteridaceae. Inga underarter finns listade.